# ياسمينة أزهري
ياسمينة أزهري هي سيدة أعمال سورية قامت بتأسيس شركة اليم المحدودة المسؤولية للاستيراد والتصدير والتمثيل التجاري. كما تعد شريكة ونائب مدير عام في مكتب التنسيق التجاري للنقل البحري، ممثلي خطوط ميرسك في سوريا منذ عام 1979. 
تعد أزهري أول سورية تصبح قنصلاً، وأول سورية تتقلدُ وساماً برتبة فارس من دولة أجنبية. اختيرت كإحدى أقوى 50 سيدة أعمال في الوطن العربي من قبل مجلة فوربس العالمية الاقتصادية عام 2006. وفي عام 2008، اختيرت للمرة الثانية كإحدى أقوى 50 سيدة أعمال في الوطن العربي بحسب مجلة فوربس العالمية الاقتصادية.

## النشأة والتعليم
ولدت ياسمينة أزهري في اللاذقية  لأسرة سورية عريقة أثبتت مكانتها في عالم التجارة والأعمال؛ حيث نشأت في كنف والدها وتابعت خطواته الرائدة في جميع المجالات ومنها بدأت بتحديد مسارها في العمل التجاري والخيري إلى جانب اهتماماتها الثقافية والأدبية، وهي حاصلة على إجازة في الآداب/ قسم اللغة الفرنسية. ويشار إلى إجادة ياسمينة لللغة الفرنسية والإنكليزية والصربية قراءة وكتابة لأن والدتها «صربية» بالإضافة إلى العربية.

## الحياة الوظيفية

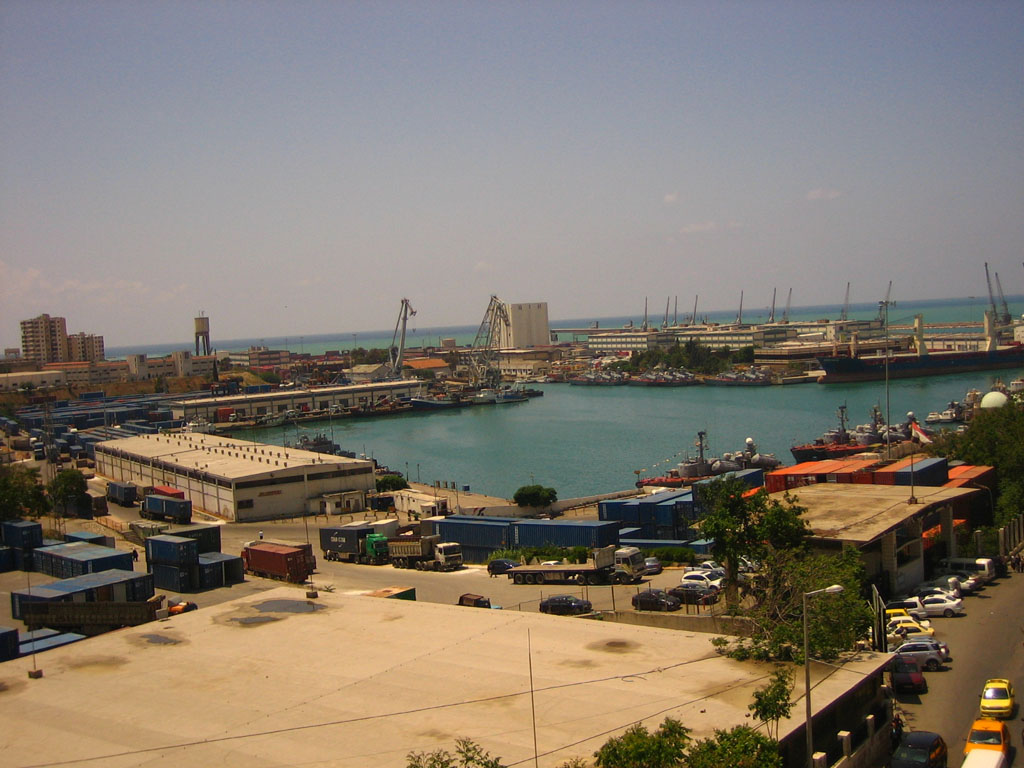
جزء من ميناء اللاذقية

بدأت ياسمينة أزهري حياتها الوظيفية عام 1999 كشريكة ومدير إداري في مكتب التنسيق التجاري للنقل البحري، ممثلو خطوط ميرسك في سوريا. وتم تعيينها قنصل هولندا الفخري في محافظتي اللاذقية وطرطوس. قضت أزهري مدة 10 سنوات في هذه المهنة، استطاعت خلالها المساهمة في تعميق أواصر العلاقة بين البلدين، كما أنها ساهمت في الترويج للمصالح الهولندية في اللاذقية وطرطوس خاصة في مجال التجارة والتبادل التجاري، وعملت على جلب خبراء هولنديين إلى سوريا من خلال برنامج «حصذ» الحكومي الهولندي الذي يقدم خبراء في كافة المجالات ل 80 دولة حول العالم، التي تمثله أزهري. كان لهؤلاء الخبراء دور فاعل في مساعدة الشركات والمؤسسات السورية الصغيرة والمتوسطة على حل مشاكلها وتحسين عملها وأدائها وزيادة انتاجيتها وتقديم المساعدة لها في عملية التسويق والتصدير في مجالات الصحة، والزراعة، والصناعة، والتجارة، وساهمت خلال عام 2006 في ترحيل مئات الهولنديين الذين كانوا متواجدين في لبنان أثناء الحرب العدوانية الإسرائيلية من خلال معبر العريضة وعبر مطار الشهيد باسل الأسد في اللاذقية.
كما عينت ممثلة لبرنامج حكومي هولندي PUM، وهي مؤسسة خاصة هولندية ترعاها الحكومة وتقدم إلى الأفراد والشركات في الدول النامية خبراء في شتى المجالات بصورة شبه مجانية. انتخبت رئيسة لجنة سيدات الأعمال في غرفة تجارة وصناعة اللاذقية، للمرة الأولى عام 2003. وفي الوقت ذاته، هي ممثلة للجمعية السورية البريطانية في اللاذقية وطرطوس عام 2003. وفي العام نفسه، أصبحت عضواً مؤسساً في جمعية مورد، وهي مؤسسة أهلية وطنية غير سياسية أو ربحية، تهدف إلى تفعيل وتطوير مشاركة المرأة السورية في عملية التنمية الاقتصادية – الاجتماعية. تم تعيينها ممثلة لمورد في المنطقة الغربية. وعينت ممثلة للمؤسسة الهولندية G&Mpartners التي تقدم خدمات لتطوير وتدريب الكوادر الخاصة بالمنشآت السياحية في العالم. بعدها بعام أصبحت عضواً في مجلس إدارة غرفة تجارة وصناعة اللاذقية، وبذلك تكون أول سيدة تدخل المجلس منذ تأسيسه. ثم أعيد انتخابها رئيسة للجنة سيدات الأعمال في غرفة تجارة وصناعة اللاذقية للمرة الثانية. كما عينت في العام ذاته عضو مجلس إدارة استشاري في بنك عودة سوريا. وأزهري هي رئيسة مجلس إدارة مؤسسة مورد في سورية، وهي المؤسسة للجنة الأهلية لحماية غابات صلنفة وكسب. كما أنها رئيسة اللجنة الأهلية بشائر النور التي تعنى بالأطفال المصابين بمرضى التوحد والدوان سيندروم؛ ورئيسة مجلس إدارة جمعية الدلفين السكنية.

### عضويتها بالمجالس
تم انتخابها عضوةً في العديد من المجالس مثل: مجلس إدارة غرفة تجارة وصناعة اللاذقية عام 2005، وبذلك تكون أول سيدة تدخل المجلس منذ تأسيسه؛ مجلس إدارة بنك عودة سوريا عام 2005، مجلس إدارة مؤسسة مورد في سورية لدورتين عام 2006، 20010، ومجلس إدارة مجلس سيدات الأعمال العرب عام 2006، ومجلس رجال وسيدات الأعمال السوري 2007، مجلس إدارة جمعية الدلفين السكنية عام 2008، مجلس إدارة مرفأ طرطوس عام 2009، ومجلس إدارة المجلس الاستشاري للميثاق العالمي للأمم المتحدة في سوريا UN Global Compact Council عام 2008، مجلس إدارة مجلس رجال الأعمال السوري الهولندي عام 2010، مجلس إدارة مجلس رجال الأعمال السوري الصيني عام 2010، مجلس إدارة منظمة التعاون والتنمية الاقتصادية لمنطقة الشرق الأوسط وشمال أفريقيا OECD عام 2010.

### المؤتمرات
شاركت في مؤتمرات ضمن سوريا والعالم.

## احتفاء عالمي
- اختارت مجلة «فوربس العربية» الاقتصادية المعروفة ياسمينة أزهري ضمن قائمتها أقوى 50 سيدة أعمال للعام الثاني على التوالي في الوطن العربي خلال عام 2007 و 2008.[6]
- أول سيدة عربية تحظى بوسام «أورانج» من رتبة فارس من قبل الحكومة الهولندية عام 2012.[2]

## الحياة الشخصية
ياسمينة متزوجة وعائلتها مؤلفة من محمد الذي تخرج من الجامعة الأميركية بالشارقة بعد أن أتم دراسة إدارة الأعمال واختص بالتسويق، وابنتها رانيا التي تتابع دراستها في الجامعة الأميركية بدبي فرع التصميم الداخلي.